# Маккей, Уинзор
Уинзор Маккей (англ. Winsor McCay; 26 сентября 1869 — 26 июля 1934) — американский карикатурист и аниматор.
Известный художник и создатель комиксов. Маккей был пионером мультипликации, на многие годы опередивший последователей в качестве рисованных фильмов и впервые использовавший технологии, ставшие стандартом индустрии и популяризованные Уолтом Диснеем и другими создателями мультфильмов. Наиболее известными работами Маккея являются газетный комикс «Маленький Немо в стране снов» (1905—1914, 1924—1927) и мультфильм «Динозавр Герти» (1914).
Работы Маккея оказали влияние на целые поколения художников и мультипликаторов, включая Жана Жиро, Криса Уэйра (англ. Chris Ware), Уильяма Джойса, Билла Уоттерсона, Мориса Сендака, Аба Айверкса, Пола Терри (англ. Paul Terry (cartoonist)), Макса и Дейва Флейшеров (англ. Dave Fleischer), Уиллиса О’Брайэна (англ. Willis O'Brien) и Уолта Диснея.

## Биография

### Ранние годы
Уинзор Маккей родился в семье Роберта Маккея (англ. Robert McKay, позднее изменил фамилию на McCay) и Джанет Мюррей Маккей. Его отец в разное время работал погонщиком, бакалейщиком и торговцем недвижимостью. Точно время и место рождения Уинзора неизвестно — по его словам, это произошло в Спринг-Лейк, Мичиган, в 1871 году, но на могиле написан 1869 год, а в данных переписи указано, что Маккей родился в 1867 году в Канаде. Мальчик при рождении получил имя Зенас Уинзор Маккей (англ. Zenas Winsor McKay) в честь работодателя отца Зенаса Дж. Уинзора, но впоследствии Маккей имя Зенас не использовал.
В 1886 году родители Уинзора отправили сына в Cleary’s Business College в Ипсиланти, Мичиган учиться на предпринимателя. Будучи там, Маккей посещал уроки рисования Джона Гудисона (англ. John Goodison) из Michigan State Normal College (сейчас Eastern Michigan University). Гудисон научил Маккея основам перспективы, что будущему художнику пригодилось в работе. Как бывший витражист, Гудисон повлиял на то, что Маккей активно использовал цвет.

### Карьера
В 1889 году Маккей переехал в Чикаго, намереваясь поступить в художественную школу, но из-за нехватки средств был вынужден вместо этого искать работу. Он получил место в «National Printing and Engraving Company», где изготавливал плакаты и занимался резьбой по дереву. Два года спустя он переехал в Цинциннати и устроился художником в «Kohl and Middleton’s Vine Street Dime Museum». В то же время Маккей женился на Мод Леонор Дюфо. В 1906 году он начал самостоятельные выступления на сцене с короткими комическими сценками. В одной из таких постановок, The Seven Ages of Man, он рисовал два лица и постепенно менял их возраст.
Первой крупной серией комиксов Маккея стала Tales of the Jungle Imps by Felix Fiddle. Её сорок три выпуска публиковались с января по ноябрь 1903 года в Cincinnati Enquirer. Комикс был основан на поэмах Дж. Р. Честера (англ. George Randolph Chester), в то время работавшего репортёром и редактором Enquirer. Комиксы рассказывали о животных джунглях и найденных ими способах выживания во враждебной среде, например, «Как у слона появился хобот» (англ. How the Elephant Got His Trunk) или «Как страус стал таким высоким» (англ. How the Ostrich Got So Tall).
Комиксы Маленький Немо и Сны любителя гренок с сыром рассказывали о снах своих героев и включали в себя фэнтезийные образы, которые должны были передать ощущения сна. Рисунки Маккея не стали сверхпопулярны, но всегда находили поклонников благодаря яркой манере рисунка. Газеты того времени были гораздо больше современных, и Маккею обычно предоставлялась для работы половина полосы. В части фэнтезийных рисунков единственным соперником Маккея был Лионель Фейнингер, который после завершения карьеры карикатуриста занялся изящными искусствами.
Маккей также создал несколько короткометражных мультфильмов, каждый кадр (обычно тысячи штук) для которых рисовал вручную, иногда привлекая помощников. Фильмы он использовал в представлениях на сцене: рассказывал короткое вступление, рисовал, а затем играл с нарисованными персонажами, демонстрируя различные трюки.
Героиня мультфильма «Динозавр Герти», по мнению историков, стала первой настоящей мультипликационной звездой, наделенной яркими личностными качествами и вызывавшей сопереживание публики. В мультфильме Герти озорничала, а когда Маккей её ругал, заливалась слезами. В конце фильма она вместе с нарисованным двойником Маккея на спине удалялась со сцены.
Также Маккей снял анимационную ленту «Гибель Лузитании» (англ. The Sinking of the Lusitania), изображавшую эпизод Первой мировой войны.

### Смерть и наследие
Уинзор Маккей скончался в 1934 году и был похоронен на Cemetery of the Evergreens в Бруклине.
В 1966 году оригиналы многих комиксов из серии «Маленький Немо» были обнаружены Вуди Гельманом в студии, где работал сын Маккея. Большинство рисунков затем выставлялись в Метрополитен-музее. В 1973 Гельман опубликовал коллекцию комиксов «Маленький Немо» в Италии.

## Творчество

### Комиксы
- Tales of the Jungle Imps by Felix Fiddle (1903)
- Little Sammy Sneeze (1904—1906)
- Сон любителя гренок с сыром (1904—1913)
- The Story of Hungry Henrietta (1905)
- A Pilgrim’s Progress (1905—1910)
- Маленький Немо в Стране снов (1905—1914)
- Poor Jake (1909—1911)

### Фильмография
- Маленький Немо (1911), другое название — Уинзор МакКей и его движущиеся картинки
- Как действует комар (1912)
- Динозавр Герти (1914)
- Гибель Лузитании (1918)
- Сон любителя гренок с сыром: Водевиль жуков (1921)
- Сон любителя гренок с сыром: Питомец (1921)
- Сон любителя гренок с сыром: Летающий дом (1921)
- Кентавры (1921)
- Путешествие Герти (1921)
- Цирк Флипа (1921)
- The Barnyard Performance (1922—1927?), другие названия — Performing Animals и The Midsummer’s Nightmare

### Книги и сборники
- Dreams of a Rarebit Fiend Dover, ISBN 0-486-21347-1
- Little Nemo in the Palace of Ice and Further Adventures Dover, ISBN 0-486-23234-4
- The Complete Little Nemo in Slumberland, Vol. I: 1905—1907 Fantagraphics ISBN 0-930193-63-6
- The Complete Little Nemo in Slumberland, Vol. II: 1907—1908 Fantagraphics ISBN 0-930193-64-4
- The Complete Little Nemo in Slumberland, Vol. III: 1908—1910 Fantagraphics ISBN 1-56097-025-1
- The Complete Little Nemo in Slumberland, Vol. IV: 1910—1911 Fantagraphics ISBN 1-56097-045-6
- The Complete Little Nemo in Slumberland, Vol. V: In the Land of Wonderful Dreams, Part 1: 1911-12 Fantagraphics ISBN 0-924359-35-8
- The Complete Little Nemo in Slumberland, Vol. VI: In the Land of Wonderful Dreams, Part 2: 1913-14 Fantagraphics ISBN 1-56097-130-4
- Little Nemo 1905—1914 Taschen, ISBN 3-8228-6300-9
- The Best of Little Nemo in Slumberland Stewart, Tabori, & Chang, ISBN 1-55670-647-2
- Little Nemo in Slumberland: So Many Splendid Sundays Sunday Press ISBN 0-9768885-0-5
- Little Nemo in Slumberland: Many More Splendid Sundays Sunday Press ISBN 0-9768885-5-6
- Winsor McCay: Early Works, Vol. 1 Checker, ISBN 0-9741664-0-5 («Tales of the Rarebit Fiend» and «Little Sammy Sneeze»)
- Winsor McCay: Early Works, Vol. 2 Checker, ISBN 0-9741664-7-2 (More «Tales of the Rarebit Fiend» and "Little Sammy Sneeze, " "Centaurs, " "Hungry Henrietta, " and editorial illustrations.)
- Winsor McCay: Early Works, Vol. 3 Checker, ISBN 0-9741664-9-9 (More «Tales of the Rarebit Fiend» (1907), "Little Sammy Sneeze, " "A Pilgrim’s Progress, " (1907) and editorial illustrations from New York period.)
- Winsor McCay: Early Works, Vol. 4 Checker, ISBN 0-9753808-1-8 (more Dream of the Rarebit Fiend (early 1908), A Pilgrim’s Progress (early 1908), various Little Sammy Sneezes, and New York American editorial cartoons.)
- Winsor McCay: Early Works, Vol. 5 Checker, ISBN 0-9753808-2-6 (Dream of the Rarebit Fiend (late 1908), A Pilgrim’s Progress (late 1908), Phoolish Phillip (all), Hungry Henrietta (all), and New York American editorial cartoons.)
- Winsor McCay: Early Works, Vol. 6 Checker, ISBN 1-933160-05-5 («Mr Goodenough», Dream of the Rarebit Fiend (late 1908), A Pilgrim’s Progress (late 1908), and New York American editorial cartoons.)
- Winsor McCay: Early Works, Vol. 7 Checker, ISBN 1-933160-05-5 (illustrations from New York editorial period, and collection of comic strips.)
- Winsor McCay: Early Works, Vol. 8 Checker, ISBN 1-933160-06-3
- Winsor McCay: Early Works, Vol. 9 Checker, ISBN 978-1-933160-07-8
- Daydreams and Nightmares Fantagraphics, ISBN 1-56097-569-5
- Little Sammy Sneeze Sunday Press ISBN 0-9768885-4-8